# Chiesa di Santa Fortunata
La chiesa di Santa Fortunata è un'antica chiesa rupestre di Sutri, oggi abbandonata.
È una delle più antiche chiese sutrine. Intorno all'anno 1000 sorge il complesso rupestre di Santa Fortunata come insediamento religioso su di un antico sito preesistente. Alcuni affreschi della chiesa e del complesso esterno sono stati salvati dall'incuria e sono oggi custoditi presso il Museo del Patrimonium di Sutri.
Fino al 1960 nei pressi della chiesa vi era una sorgente ritenuta miracolosa per l'allattamento; era tradizione, per le partorienti, andare in pellegrinaggio per bere l'acqua che vi sgorgava, così da poter beneficiare delle sue proprietà taumaturgiche che avrebbero fatto crescere il seno per un allattamento del neonato senza problemi di mancanza di latte.
La chiesa fa parte del Parco urbano dell'antichissima Città di Sutri, istituito nel 1988.